# 2002年冬季残疾人奥林匹克运动会俄罗斯代表团
2002年冬季残疾人奥林匹克运动会俄罗斯代表团是俄罗斯派出的2002年冬季残疾人奥林匹克运动会代表团。获得7枚金牌、9枚银牌和5枚铜牌。